# Thierry VII de Hollande
Pour les articles homonymes, voir Thierry VII.
Thierry VII de Hollande, mort en 1203, est comte de Hollande de 1190 à 1203, fils de Florent III, comte de Hollande, et d'Ada de Huntingdon.

## Biographie
À son avènement, le Saint-Empire romain germanique est déchiré par la guerre entre l'empereur et son rival le duc de Saxe et de Bavière Henri le Lion. L'empereur a besoin d'appui, aussi accorde-t-il à Thierry le droit de percevoir les taxes auprès des marchands flamands qui viennent à Geervliet. Henri lui donne aussi la Grote Waard (Dordrecht et ses environs) aux dépens de l'évêché d'Utrecht. Il décide que le comté de Hollande est également transmissible par les femmes. En 1196, il obtint temporairement l'autorité sur l'évêché d'Utrecht, ce qui conduit à une guerre contre Otton Ier de Gueldre, lequel est battu à la bataille de Grebbeberg. Un nouvel évêque est élu en 1197, qui récupère l'autorité sur sa principauté. Pendant ce temps, les Hohenstaufen perdent la guerre, et Thierry se rallie aux Guelfes.
Les Frisons conduits par son frère Guillaume Ier envahissent la Hollande, mais les deux frères font la paix et Guillaume reçoit la seigneurie de Frise. En 1202, Thierry et son allié Otton de Gueldre attaquent le Brabant. En effet, le duc de Brabant, héritier des duc de Basse-Lotharingie revendique la suzeraineté sur les comtés de Hollande et de Gueldre ainsi que sur l'évêché d'Utrecht. Bois-le-Duc et Mont-Sainte-Gertrude sont pillées et mises à sacs pendant la campagne, mais le duc Henri Ier de Brabant capture Thierry. Pour être libéré, celui-ci doit payer une lourde rançon et reconnaître la suzeraineté du Brabant.

## Mariages et enfants
En 1186, Thierry épouse Adélaïde de Clèves, fille d'Arnold Ier, comte de Clèves et d'Ide de Louvain. Ils ont deux enfants :
- Adeleis, morte en 1203, fiancée à Henri de Gueldre, fils aîné d'Otton Ier de Gueldre ;
- Ada (1188-1223), comtesse de Hollande, mariée en 1203 à Louis II (mort en 1218), comte de Looz.